# Jamie Murphy
James ("Jamie") Murphy (Glasgow, 28 augustus 1989) is een Schots voetballer die doorgaans speelt als linksbuiten. In juli 2023 verruilde hij St. Johnstone voor Ayr United. Murphy maakte in 2018 zijn debuut in het Schots voetbalelftal.

## Clubcarrière
Murphy speelde in de jeugd van Clyde en kwam daarna in de opleiding van Motherwell terecht. Voor die club maakte hij ook zijn debuut in het seizoen 2006/07. In de jaargang daarna tekende de buitenspeler voor zijn eerste professionele doelpunt, toen op 22 mei 2008 met 0–2 gewonnen werd op bezoek bij Hibernian. In die wedstrijd benutte hij vijf minuten na rust een strafschop waarmee hij de eindstand bepaalde. Vanaf de zomer van 2008 tot aan de zomer van 2012 speelt Murphy ook achttien Europese wedstrijden voor Motherwell. Daarin weet hij tot zeven treffers te komen, waarmee hij zich kroont tot Europees topscorer van de club. In de winterstop van het seizoen 2012/13 vertrok de Schot naar Sheffield United, waar hij tekende voor drieënhalf jaar. Gedurende tweeënhalf seizoen hiervan had de vleugelspeler een vaste rol in het eerste elftal van Sheffield. In het seizoen 2014/15 kwam hij zelfs tot zestig officiële wedstrijden.
In augustus 2015 verkaste Murphy naar Brighton & Hove Albion, dat uitkwam in het Championship. Bij Brighton zette hij zijn handtekening onder een verbintenis voor de duur van vier seizoenen. In januari 2018, nadat hij in het halfjaar ervoor slechts vier competitiewedstrijden gespeeld had, werd Murphy door Brighton voor een half seizoen verhuurd aan Rangers. In dit halve seizoen kwam de Schot tot vier doelpunten in zestien competitiewedstrijden en hij groeide ook uit tot international. Rangers besloot hem op vaste basis vast te leggen en betaalde circa 1,2 miljoen euro voor hem. Murphy tekende een contract voor drie jaar in Glasgow. In januari 2020 werd de vleugelspeler voor een halfjaar verhuurd aan Burton Albion. Hibernian was in 2020 de tweede club die hem op huurbasis overnam van Rangers. Een jaar later nam die club hem definitief over Hibernian. Murphy werd in januari 2022 voor een half seizoen gehuurd door Mansfield Town. In de zomer van dat jaar verkaste hij transfervrij naar St. Johnstone. Na afloop van deze verbintenis tekende Murphy voor twee seizoenen bij Ayr United.

## Clubstatistieken
| Seizoen | Club                   | Competitie     | Competitie | Competitie | Beker | Beker | Internationaal | Internationaal | Totaal | Totaal |
| Seizoen | Club                   | Competitie     | Wed.       | Dlp.       | Wed.  | Dlp.  | Wed.           | Dlp.           | Wed.   | Dlp.   |
| ------- | ---------------------- | -------------- | ---------- | ---------- | ----- | ----- | -------------- | -------------- | ------ | ------ |
| 2006/07 | Motherwell             | Premier League | 2          | 0          | 0     | 0     | —              | —              | 2      | 0      |
| 2007/08 | Motherwell             | Premier League | 16         | 1          | 1     | 0     | —              | —              | 17     | 1      |
| 2008/09 | Motherwell             | Premier League | 30         | 2          | 2     | 1     | 2              | 0              | 34     | 3      |
| 2009/10 | Motherwell             | Premier League | 35         | 6          | 3     | 0     | 6              | 4              | 44     | 10     |
| 2010/11 | Motherwell             | Premier League | 35         | 6          | 8     | 3     | 6              | 3              | 49     | 12     |
| 2011/12 | Motherwell             | Premier League | 36         | 9          | 4     | 4     | —              | —              | 40     | 13     |
| 2012/13 | Motherwell             | Premier League | 22         | 10         | 3     | 1     | 4              | 0              | 29     | 11     |
| 2012/13 | Sheffield United       | League One     | 17         | 2          | 4     | 0     | —              | —              | 21     | 2      |
| 2013/14 | Sheffield United       | League One     | 32         | 4          | 8     | 3     | —              | —              | 40     | 7      |
| 2014/15 | Sheffield United       | League One     | 45         | 11         | 15    | 1     | —              | —              | 60     | 12     |
| 2015/16 | Sheffield United       | League One     | 1          | 0          | 0     | 0     | —              | —              | 1      | 0      |
| 2015/16 | Brighton & Hove Albion | Championship   | 37         | 6          | 1     | 0     | —              | —              | 38     | 6      |
| 2016/17 | Brighton & Hove Albion | Championship   | 35         | 2          | 5     | 2     | —              | —              | 40     | 4      |
| 2017/18 | Brighton & Hove Albion | Premier League | 4          | 0          | 1     | 0     | —              | —              | 5      | 0      |
| 2017/18 | → Rangers              | Premiership    | 16         | 4          | 3     | 1     | —              | —              | 19     | 5      |
| 2018/19 | Rangers                | Premiership    | 2          | 0          | 1     | 0     | 5              | 1              | 8      | 1      |
| 2019/20 | Rangers                | Premiership    | 2          | 0          | 0     | 0     | 0              | 0              | 2      | 0      |
| 2019/20 | → Burton Albion        | League One     | 10         | 7          | 0     | 0     | —              | —              | 10     | 7      |
| 2020/21 | → Hibernian            | Premiership    | 19         | 1          | 7     | 1     | —              | —              | 28     | 2      |
| 2021/22 | Hibernian              | Premiership    | 18         | 2          | 3     | 0     | 3              | 1              | 24     | 2      |
| 2021/22 | → Mansfield Town       | League Two     | 16         | 1          | 0     | 0     | —              | —              | 16     | 1      |
| 2022/23 | St. Johnstone          | Premiership    | 24         | 3          | 5     | 2     | —              | —              | 29     | 5      |
| 2023/24 | Ayr United             | Championship   | 32         | 6          | 7     | 1     | —              | —              | 39     | 7      |
| 2024/25 | Ayr United             | Championship   | 25         | 3          | 8     | 3     | —              | —              | 33     | 6      |
| Totaal  | Totaal                 | Totaal         | 511        | 86         | 89    | 23    | 26             | 9              | 625    | 118    |

Bijgewerkt op 27 mei 2025.

## Interlandcarrière
Murphy werd in maart 2016 voor het eerst opgeroepen voor het Schots voetbalelftal voor de vriendschappelijke wedstrijden tegen Tsjechië en Denemarken. In beide duels kwam hij vervolgens niet in actie. Onder leiding van de herintredende bondscoach Alex McLeish maakte Murphy zijn debuut voor de nationale ploeg op vrijdag 23 maart 2018, toen Schotland op Hampden Park met 0–1 verloor van Costa Rica door een treffer van Marco Ureña. Hij viel in dat duel drie minuten voor tijd in voor Matt Ritchie. De andere debutanten namens Schotland waren Scott McKenna (Aberdeen), Kevin McDonald (Fulham), Scott McTominay (Manchester United) en Oliver McBurnie (Barnsley).
| Interlands van Jamie Murphy voor Schotland | Interlands van Jamie Murphy voor Schotland | Interlands van Jamie Murphy voor Schotland | Interlands van Jamie Murphy voor Schotland | Interlands van Jamie Murphy voor Schotland | Interlands van Jamie Murphy voor Schotland | Interlands van Jamie Murphy voor Schotland |
| №                                          | Datum                                      | Wedstrijd                                  | Uitslag                                    | Competitie                                 | Goals                                      |                                            |
| Als speler bij Rangers                     | Als speler bij Rangers                     | Als speler bij Rangers                     | Als speler bij Rangers                     | Als speler bij Rangers                     | Als speler bij Rangers                     | Als speler bij Rangers                     |
| ------------------------------------------ | ------------------------------------------ | ------------------------------------------ | ------------------------------------------ | ------------------------------------------ | ------------------------------------------ | ------------------------------------------ |
| 1                                          | 23 maart 2018                              | Schotland – Costa Rica                     | 0 – 1                                      | Vriendschappelijk                          |                                            |                                            |
| 2                                          | 29 mei 2018                                | Peru – Schotland                           | 2 – 0                                      | Vriendschappelijk                          |                                            |                                            |

Bijgewerkt op 27 mei 2025.